# Dorstenia psilurus
Dorstenia psilurus là một loài thực vật có hoa trong họ Moraceae. Loài này được Welw. mô tả khoa học đầu tiên năm 1869.

## Hình ảnh

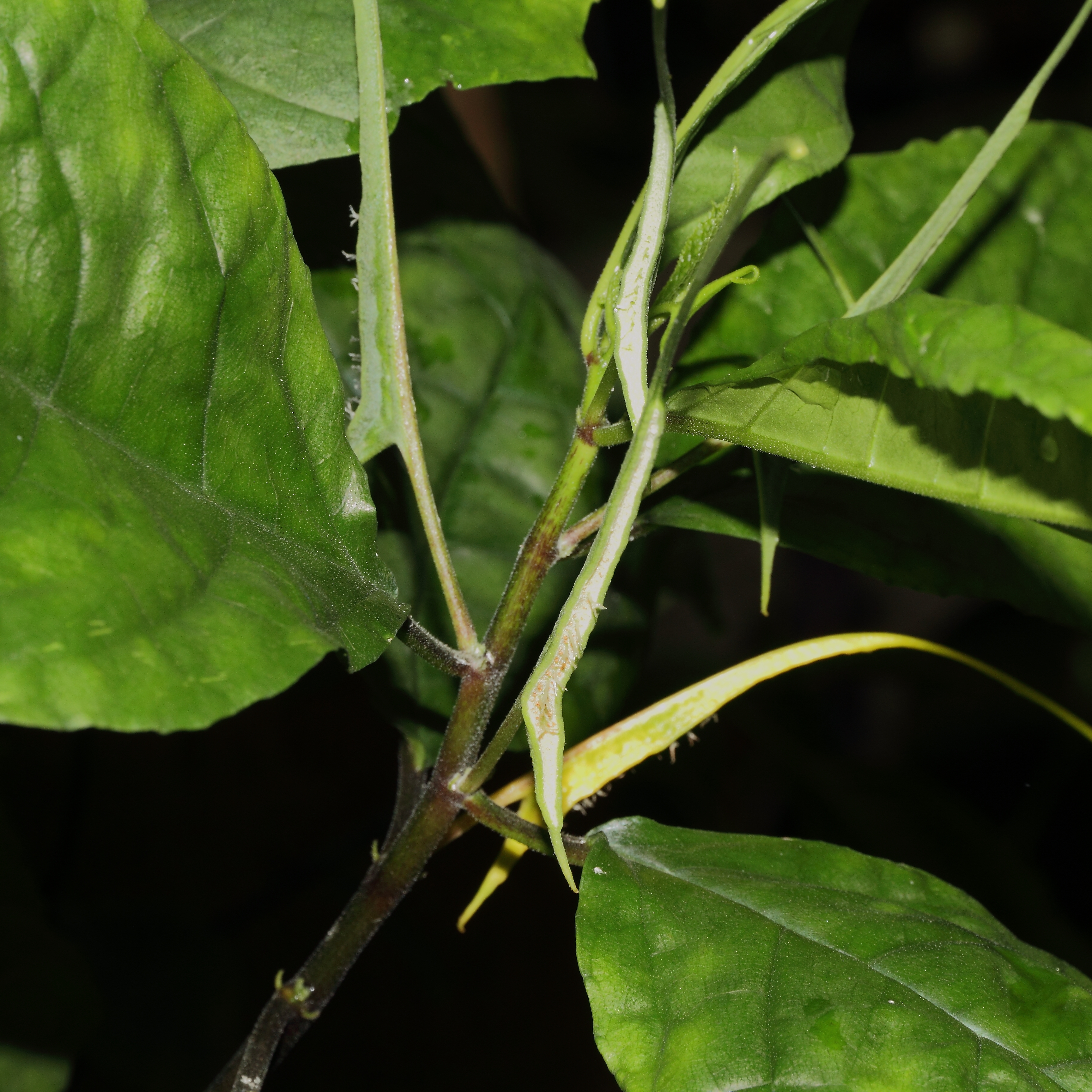